# Al Kass International Cup 2015
La Al Kass International Cup de 2015 o Al Kass U17 fue la cuarta edición de este torneo. Es una competición anual de fútbol juvenil organizada por Al Kass con la colaboración de la Academia Aspire y la Asociación de Fútbol de Catar. Se disputó entre los días 5 y 15 de febrero en Doha, Catar. El formato del torneo fue de cuatro grupos con tres equipos cada uno. Calificaron a la Fase Final los equipos que ocuparon el Primer y Segundo lugar de cada grupo.

## Equipos participantes
| AC Milan           | Arsenal   | Aspire International | Aspire Catar |
| Atlético de Madrid | Juventus  | París Saint-Germain  | Real Madrid  |
| River Plate        | São Paulo | Schalke 04           | Vissel Kobe  |

## Fase de grupos

### Grupo A
| Equipo       | Pts | PJ | PG | PE | PP | GF | GC | DG |
| ------------ | --- | -- | -- | -- | -- | -- | -- | -- |
| Arsenal      | 6   | 2  | 2  | 0  | 0  | 6  | 2  | +4 |
| Aspire Qatar | 3   | 2  | 1  | 0  | 1  | 6  | 4  | +2 |
| Vissel Kobe  | 0   | 2  | 0  | 0  | 2  | 3  | 9  | -6 |

| 5 de febrero de 2015, 16:30 (UTC+3) | Arsenal                           | 3:2 (1:0) | Vissel Kobe                        | Aspire P4, Doha                 |                                 |
|                                     | Stephy Álvaro Mavididi 7' 57' 70' | Reporte   | Akito Mukai 67' · Takuya Yasui 73' | Árbitro(s): Mashari Al Shammari | Árbitro(s): Mashari Al Shammari |

| 6 de febrero de 2015, 17:40 (UTC+3) | Vissel Kobe      | 1:6 (0:3) | Aspire Catar | Aspire P5, Doha            |                            |
|                                     | Tatsuki Noda 58' | Reporte   | Khalid Mubarak Al-Naimi 4' · Meshaal Ibrahim Faraj 28' · Hassan Ahmad Palang 37' · Hazem Ahmed Shehata 64' 86' · Amro Abdelfatah Ali Surag 65' | Árbitro(s): Mohamed Medhat | Árbitro(s): Mohamed Medhat |

| 8 de febrero de 2015, 17:40 (UTC+3) | Aspire Qatar | 0:3 (0:3) | Arsenal                                                                         | Aspire P5, Doha             |                             |
|                                     |              | Reporte   | Stephy Álvaro Mavididi 9' · Harry Donovan 14' · Christopher Anthony Willock 25' | Árbitro(s): Faisal Abdullah | Árbitro(s): Faisal Abdullah |

### Grupo B
| Equipo               | Pts | PJ | PG | PE | PP | GF | GC | DG |
| -------------------- | --- | -- | -- | -- | -- | -- | -- | -- |
| Aspire International | 6   | 2  | 2  | 0  | 0  | 3  | 0  | +3 |
| Real Madrid          | 3   | 2  | 1  | 0  | 1  | 4  | 2  | +2 |
| Schalke 04           | 0   | 2  | 0  | 0  | 2  | 1  | 6  | -5 |

| 5 de febrero de 2015, 18:35 (UTC+3) | Schalke 04 | 0:2 (0:1) | Aspire International                        | Aspire P4, Doha              |                              |
|                                     |            | Reporte   | Kuk Hyon Ri 16' · Logan Tipene Rogerson 54' | Árbitro(s): Abdulaziz Moussa | Árbitro(s): Abdulaziz Moussa |

| 6 de febrero de 2015, 19:45 (UTC+3) | Real Madrid                                                                                                  | 4:1 (1:1) | Schalke 04    | Aspire P5, Doha                |                                |
|                                     | Gregorio Lopez Teruel 28' · Jesús Manuel Moreno 68' · Daniel Gómez Alcon 72' · Álvaro Maldonado Nogueras 87' | Reporte   | Ryoya Ito 45' | Árbitro(s): Mashari AlShammari | Árbitro(s): Mashari AlShammari |

| 7 de febrero de 2015, 19:45 (UTC+3) | Aspire International          | 1:0 (0:0) | Real Madrid | Aspire P4, Doha              |                              |
|                                     | Jean Thierry Lazare Amani 67' | Reporte   |             | Árbitro(s): Khalid Al Sharif | Árbitro(s): Khalid Al Sharif |

### Grupo C
| Equipo      | Pts | PJ | PG | PE | PP | GF | GC | DG |
| ----------- | --- | -- | -- | -- | -- | -- | -- | -- |
| AC Milan    | 4   | 2  | 1  | 1  | 0  | 6  | 5  | +1 |
| River Plate | 3   | 2  | 1  | 0  | 1  | 5  | 4  | +1 |
| Juventus    | 1   | 2  | 0  | 1  | 1  | 2  | 4  | -2 |

| 5 de febrero de 2015, 20:40 (UTC+3) | AC Milan                                                                                                | 4:3 (1:2) | River Plate                                                                            | Aspire P4, Doha           |                           |
|                                     | Samuele Careccia 41' · Juvenal Junior Mel Agnero 53' · Zakaria Hamadi 55' · Cosimo Marco La Ferrara 63' | Reporte   | Franco Alexis Lopez 22' · Enzo Agustín Zicarelli 38' · Mauricio Andres Vera 58' (pen.) | Árbitro(s): Ahmed Alsayed | Árbitro(s): Ahmed Alsayed |

| 7 de febrero de 2015, 15:35 (UTC+3) | River Plate                                     | 2:0 (1:0) | Juventus | Aspire P4, Doha              |                              |
|                                     | Mauricio Andres Vera 24' · Valentino Cernaz 77' | Reporte   |          | Árbitro(s): Asad Al Dhufairi | Árbitro(s): Asad Al Dhufairi |

| 8 de febrero de 2015, 19:45 (UTC+3) | Juventus             | 2:2 (2:0) | AC Milan                            | Aspire P5, Doha              |                              |
|                                     | Davide Arras 16' 36' | Reporte   | Juvenal Junior Mel Agnero 87' 90+4' | Árbitro(s): Abdullah Al Atba | Árbitro(s): Abdullah Al Atba |

### Grupo D
| Equipo              | Pts | PJ | PG | PE | PP | GF | GC | DG |
| ------------------- | --- | -- | -- | -- | -- | -- | -- | -- |
| São Paulo           | 6   | 2  | 2  | 0  | 0  | 7  | 1  | +6 |
| París Saint-Germain | 3   | 2  | 1  | 0  | 1  | 3  | 6  | -3 |
| Atlético de Madrid  | 0   | 2  | 0  | 0  | 2  | 2  | 5  | -3 |

| 6 de febrero de 2015, 15:35 (UTC+3) | París Saint-Germain                                                              | 3:1 (1:0) | Atlético de Madrid          | Aspire P5, Doha               |                               |
|                                     | Nanitamo Jonathan Ikone 2' · Odsonne Edouard 47' · Aka Wilfride Julien Kanga 81' | Reporte   | Jean Carlo Yanez Cortes 78' | Árbitro(s): Sultan Al Sufiani | Árbitro(s): Sultan Al Sufiani |

| 7 de febrero de 2015, 17:40 (UTC+3) | Atlético de Madrid         | 1:2 (1:1) | São Paulo                                                       | Aspire P4, Doha             |                             |
|                                     | Pablo De Castro Romero 34' | Reporte   | Paulo Henrique Da Silva 21' · Gustavo Henrique Dos Santos 90+3' | Árbitro(s): Hussain Shuaikh | Árbitro(s): Hussain Shuaikh |

| 8 de febrero de 2015, 15:35 (UTC+3) | São Paulo                                                                                       | 5:0 (4:0) | París Saint-Germain | Aspire P5, Doha                  |                                  |
|                                     | Paulo Henrique Da Silva 6' 81' · Augusto Cesar Galvan 22' · Gustavo Henrique Dos Santos 37' 40' | Reporte   |                     | Árbitro(s): Abdulhadi Al Ruwaili | Árbitro(s): Abdulhadi Al Ruwaili |

### Definición Puestos 9º - 12º
| 9 de febrero de 2015, 15:35 (UTC+3) | Schalke 04                                                           | 3:3 (1:2) (1 – 3 p.) | Vissel Kobe                              | Aspire P4, Doha               |                               |
|                                     | Luke Joel Hemmerich 30' · Janik Steringer 75' · Nassim Boujellab 85' | Reporte              | Akito Mukai 60' 90+2' · Takuya Yasui 35' | Árbitro(s): Eissa Al Mudaikhi | Árbitro(s): Eissa Al Mudaikhi |

| 9 de febrero de 2015, 18:00 (UTC+3) | Juventus | 0:2 (0:1) | Atlético de Madrid           | Aspire P4, Doha            |                            |
|                                     |          | Reporte   | David Silos Gonzalez 25' 73' | Árbitro(s): Khalid Buqassi | Árbitro(s): Khalid Buqassi |

## Cuadro Final
|  | Cuartos de final     | Cuartos de final   |                     |          | Semifinales   | Semifinales   |  |           | Final         | Final         |  |
|  | 10 y 11 de febrero   | 10 y 11 de febrero |                     |          | 13 de febrero | 13 de febrero |  |           | 15 de febrero | 15 de febrero |  |
|  |                      |                    |                     |          |               |               |  |           |               |               |  |
|  |                      |                    |                     |          |               |               |  |           |               |               |  |
|  | AC Milan             | 3                  |                     |          |               |               |  |           |               |               |  |
|  | AC Milan             | 3                  |                     |          |               |               |  |           |               |               |  |
|  | Aspire Catar         | 0                  |                     |          |               |               |  |           |               |               |  |
|  | Aspire Catar         | 0                  |                     | AC Milan | 0             |               |  |           |               |               |  |
|  |                      |                    |                     | AC Milan | 0             |               |  |           |               |               |  |
|  |                      |                    | São Paulo           | 5        |               |               |  |           |               |               |  |
|  | São Paulo            | 3                  | São Paulo           | 5        |               |               |  |           |               |               |  |
|  | São Paulo            | 3                  |                     |          |               |               |  |           |               |               |  |
|  | Real Madrid          | 2                  |                     |          |               |               |  |           |               |               |  |
|  | Real Madrid          | 2                  |                     |          |               |               |  | São Paulo | 1 (3)         |               |  |
|  |                      |                    |                     |          |               |               |  | São Paulo | 1 (3)         |               |  |
|  |                      |                    | París Saint-Germain | 1 (4)    |               |               |  |           |               |               |  |
|  | Arsenal              | 1                  | París Saint-Germain | 1 (4)    |               |               |  |           |               |               |  |
|  | Arsenal              | 1                  |                     |          |               |               |  |           |               |               |  |
|  | River Plate          | 0                  |                     |          |               |               |  |           |               |               |  |
|  | River Plate          | 0                  |                     | Arsenal  | 1             |               |  |           |               |               |  |
|  |                      |                    |                     | Arsenal  | 1             |               |  |           |               |               |  |
|  |                      |                    | París Saint-Germain | 2        |               |               |  |           |               |               |  |
|  | Aspire International | 0                  | París Saint-Germain | 2        |               |               |  |           |               |               |  |
|  | Aspire International | 0                  |                     |          |               |               |  |           |               |               |  |
|  | París Saint-Germain  | 4                  |                     |          |               |               |  |           |               |               |  |
|  | París Saint-Germain  | 4                  |                     |          |               |               |  |           |               |               |  |
|  |                      |                    |                     |          |               |               |  |           |               |               |  |

### Cuartos de final
| 10 de febrero de 2015, 15:35 (UTC+3) | Arsenal                | 1:0 (0:0) | River Plate | Aspire P5, Doha                   |                                   |
|                                      | Kaylen Miles Hinds 64' | Reporte   |             | Árbitro(s): Mohd Ahmed Al Shammri | Árbitro(s): Mohd Ahmed Al Shammri |

| 10 de febrero de 2015, 18:00 (UTC+3) | AC Milan                                                 | 3:0 (1:0) | Aspire Catar | Aspire P5, Doha               |                               |
|                                      | Raul Zucchetti 45+1' · Juvenal Junior Mel Agnero 81' 83' | Reporte   |              | Árbitro(s): Salman Al Fallahi | Árbitro(s): Salman Al Fallahi |

| 11 de febrero de 2015, 15:35 (UTC+3) | Aspire International | 0:4 (0:1) | París Saint-Germain                                                                          | Aspire P4, Doha           |                           |
|                                      |                      | Reporte   | Nanitamo Jonathan Ikone 14' 55' · Antoine Joseph Bernede 50' · Aka Wilfride Julien Kanga 64' | Árbitro(s): Sameer Ahamed | Árbitro(s): Sameer Ahamed |

| 11 de febrero de 2015, 18:00 (UTC+3) | São Paulo                                                                                   | 3:2 (1:0) | Real Madrid                                          | Aspire P4, Doha              |                              |
|                                      | Igor Matheus Liziero Pereira 34' · Bruno Dip Rapanelli 60' · Pedro Henrique De Oliveira 69' | Reporte   | José Manuel Hernando Riol 80' · Ousama Siddiki 90+1' | Árbitro(s): Mohammed Shabeer | Árbitro(s): Mohammed Shabeer |

#### Definición Puestos 5º-8º
|  | Eliminatoria del 5º al 8º | Eliminatoria del 5º al 8º |   |                       | 5º y 6º               | 5º y 6º |  |
|  |                           |                           |   |                       |                       |         |  |
|  | 12 de febrero - 15:35     |                           |   |                       |                       |         |  |
|  | Aspire Catar              | 2                         |   |                       |                       |         |  |
|  | Real Madrid               | 3                         |   |                       |                       |         |  |
|  |                           |                           |   |                       |                       |         |  |
|  |                           |                           |   |                       | 14 de febrero - 18:00 |         |  |
|  |                           |                           |   |                       | Real Madrid           | 3       |  |
|  |                           | River Plate               | 4 |                       |                       |         |  |
|  |                           |                           |   |                       |                       |         |  |
|  |                           |                           |   |                       |                       |         |  |
|  |                           |                           |   |                       | 7º y 8º               |         |  |
|  | 12 de febrero - 18:00     | 12 de febrero - 18:00     |   | 14 de febrero - 15:35 | 14 de febrero - 15:35 |         |  |
|  | River Plate               | 2 (3)                     |   | Aspire Catar          | 1                     |         |  |
|  | Aspire Int.               | 2 (0)                     |   |                       | Aspire Int.           | 4       |  |

##### Primera ronda
| 12 de febrero de 2015, 15:35 (UTC+3) | Aspire Qatar                | 2:3 (2:2) | Real Madrid                                            | Aspire P5, Doha           |                           |
|                                      | Hassan Ahmad Palang 21' 33' | Reporte   | Andrés Esteban Martin 36' 46' · Daniel Gómez Alcon 41' | Árbitro(s): Asad Al Zafri | Árbitro(s): Asad Al Zafri |

| 12 de febrero de 2015, 18:00 (UTC+3) | River Plate                                             | 2:2 (1:1) (3 – 0 p.) | Aspire International                           | Aspire P5, Doha                |                                |
|                                      | Cristian Mauricio Yanez 30' · Alan Gabriel Brondino 74' | Reporte              | Washington Bryan Becerra 44' · Silas Gnaka 61' | Árbitro(s): Sultan Al Sufiyani | Árbitro(s): Sultan Al Sufiyani |

##### Séptimo puesto
| 14 de febrero de 2015, 15:35 (UTC+3) | Aspire Catar                  | 1:4 (1:1) | Aspire International                                               | Aspire P5, Doha            |                            |
|                                      | Amro Abdelfatah Ali Surag 28' | Reporte   | Ishmael Baidoo 39' 86' · Alasana Manneh 73' · Ramazan Orazov 90+2' | Árbitro(s): Mohamed Shabir | Árbitro(s): Mohamed Shabir |

##### Quinto puesto
| 14 de febrero de 2015, 18:00 (UTC+3) | Real Madrid                                                                          | 3:4 (2:1) | River Plate                                                                          | Aspire P5, Doha            |                            |
|                                      | Francisco Javier Moscardo 25' · Óscar Rodríguez Arnaiz 33' · Jesús Manuel Moreno 64' | Reporte   | Franco Alexis Lopez 45+1' 48' · Enzo Agustín Zicarelli 62' · Diego Ivan Amarilla 65' | Árbitro(s): Salman Fallahi | Árbitro(s): Salman Fallahi |

### Semifinales
| 13 de febrero de 2015, 15:35 (UTC+3) | AC Milan | 0:5 (0:2) | São Paulo | Aspire P4, Doha              |                              |
|                                      |          | Reporte   | Paulo Henrique Da Silva 16' 81' · Bruno Dip Rapanelli 28' · Augusto Cesar Galvan 89' · Mateus Viveiros Andrade 90+4' | Árbitro(s): Khaled Al Sharif | Árbitro(s): Khaled Al Sharif |

| 13 de febrero de 2015, 18:00 (UTC+3) | Arsenal                    | 1:2 (0:1) | París Saint-Germain                                 | Aspire P4, Doha              |                              |
|                                      | Stephy Álvaro Mavididi 65' | Reporte   | Aka Wilfride Julien Kanga 31' · Odsonne Edouard 48' | Árbitro(s): Abdulaziz Moussa | Árbitro(s): Abdulaziz Moussa |

### Tercer puesto
| 15 de febrero de 2015, 15:35 (UTC+3) | AC Milan                                                    | 2:4 (0:2) | Arsenal                                                      | Aspire P4, Doha            |                            |
|                                      | Cosimo Marco La Ferrara 65' · Vladislav Valeriev Zhikov 66' | Reporte   | Edward Keddar Nketiah 3' 47' · Pelenda Joshua Dasilva 8' 54' | Árbitro(s): Nayef Al Qadri | Árbitro(s): Nayef Al Qadri |

### Final
| 15 de febrero de 2015, 18:00 (UTC+3) | São Paulo                      | 1:1 (1:0) (3 – 4 p.) | París Saint-Germain | Aspire P4, Doha            |                            |
|                                      | Pedro Henrique De Oliveira 25' | Reporte              | Odsonne Edouard 79' | Árbitro(s): Saoud Al Azbah | Árbitro(s): Saoud Al Azbah |

### Campeón
| Bandera de Francia  |
| París Saint-Germain |

## Estadísticas

### Tabla general
| Pos.              | Equipo               | Pts | PJ | PG | PE | PP | GF | GC | Dif. |
| ----------------- | -------------------- | --- | -- | -- | -- | -- | -- | -- | ---- |
| Medalla de oro    | París Saint-Germain  | 10  | 5  | 3  | 1  | 1  | 10 | 8  | +2   |
| Medalla de plata  | São Paulo            | 13  | 5  | 4  | 1  | 0  | 16 | 4  | +12  |
| Medalla de bronce | Arsenal              | 12  | 5  | 4  | 0  | 1  | 12 | 6  | +6   |
| 4                 | AC Milan             | 7   | 5  | 2  | 1  | 2  | 11 | 14 | -3   |
| 5                 | River Plate          | 7   | 5  | 2  | 1  | 2  | 11 | 10 | +1   |
| 6                 | Real Madrid          | 6   | 5  | 2  | 0  | 3  | 12 | 11 | +1   |
| 7                 | Aspire International | 10  | 5  | 3  | 1  | 1  | 9  | 7  | +2   |
| 8                 | Aspire Qatar         | 3   | 5  | 1  | 0  | 4  | 9  | 14 | -5   |
| 9                 | Atlético de Madrid   | 3   | 3  | 1  | 0  | 2  | 4  | 5  | -1   |
| 10                | Juventus             | 1   | 3  | 0  | 1  | 2  | 2  | 6  | -4   |
| 11                | Vissel Kobe          | 1   | 3  | 0  | 1  | 2  | 6  | 12 | -6   |
| 12                | Schalke 04           | 1   | 3  | 0  | 1  | 2  | 4  | 9  | -5   |

### Goleadores
| Jugador                     | Equipo              | Goles |
| --------------------------- | ------------------- | ----- |
| Stephy Álvaro Mavididi      | Arsenal             | 5     |
| Paulo Henrique Da Silva     | São Paulo           | 5     |
| Juvenal Junior Mel Agnero   | AC Milan            | 5     |
| Odsonne Edouard             | París Saint-Germain | 3     |
| Nanitamo Jonathan Ikone     | París Saint-Germain | 3     |
| Aka Wilfride Julien Kanga   | París Saint-Germain | 3     |
| Gustavo Henrique Dos Santos | São Paulo           | 3     |
| Hassan Ahmad Palang         | Aspire Catar        | 3     |
| Akito Mukai                 | Vissel Kobe         | 3     |

### Jugador del partido
| Jugador                       | Partido     | Jugador                         | Partido     | Jugador                        | Partido     |
| ----------------------------- | ----------- | ------------------------------- | ----------- | ------------------------------ | ----------- |
| ARS Stephy Álvaro Mavididi    | ARS 3:2 VKO | ASI Ishmael Baidoo              | SCH 0:2 ASI | RIV Franco Alexis Lopez        | ACM 4:3 RIV |
| PSG Odsonne Edouard           | PSG 3:1 ATM | ASQ Khalid Muneer Mazeed        | VKO 1:6 ASQ | RMA Óscar Rodríguez Arnaiz     | RMA 4:1 SCH |
| RIV Franco Alexis Lopez       | RIV 2:0 JUV | SPA Gustavo Henrique Dos Santos | ATM 1:2 SPA | ASI Jean Thierry Lazare Amani  | ASI 1:0 RMA |
| SPA Paulo Henrique Da Silva   | SPA 5:0 PSG | ARS Harry Donovan               | ASQ 0:3 ARS | ACM Juvenal Junior Mel Agnero  | JUV 2:2 ACM |
| VKO Akito Mukai               | SCH 3:3 VKO | ATM David Silos Gonzalez        | JUV 0:2 ATM | ARS Harry Donovan              | ARS 1:0 RIV |
| ACM Juvenal Junior Mel Agnero | ACM 3:0 ASQ | PSG Nanitamo Jonathan Ikone     | ASI 0:4 PSG | SPA Pedro Henrique De Oliveira | SPA 3:2 RMA |
| ASQ Hassan Ahmad Palang       | ASQ 2:3 RMA | ASI Jean Jules Mvondo           | RIV 2:2 ASI | SPA Paulo Henrique Da Silva    | ACM 0:5 SPA |
| PSG Odsonne Edouard           | ARS 1:2 PSG | ASI Ishmael Baidoo              | ASQ 1:4 ASI | RIV Franco Alexis Lopez        | RMA 3:4 RIV |
| ARS Pelenda Joshua Dasilva    | ACM 2:4 ARS | SPA Paulo Henrique Da Silva     | SPA 1:1 PSG |                                |             |